# Pfarrkirche Oberkirchen

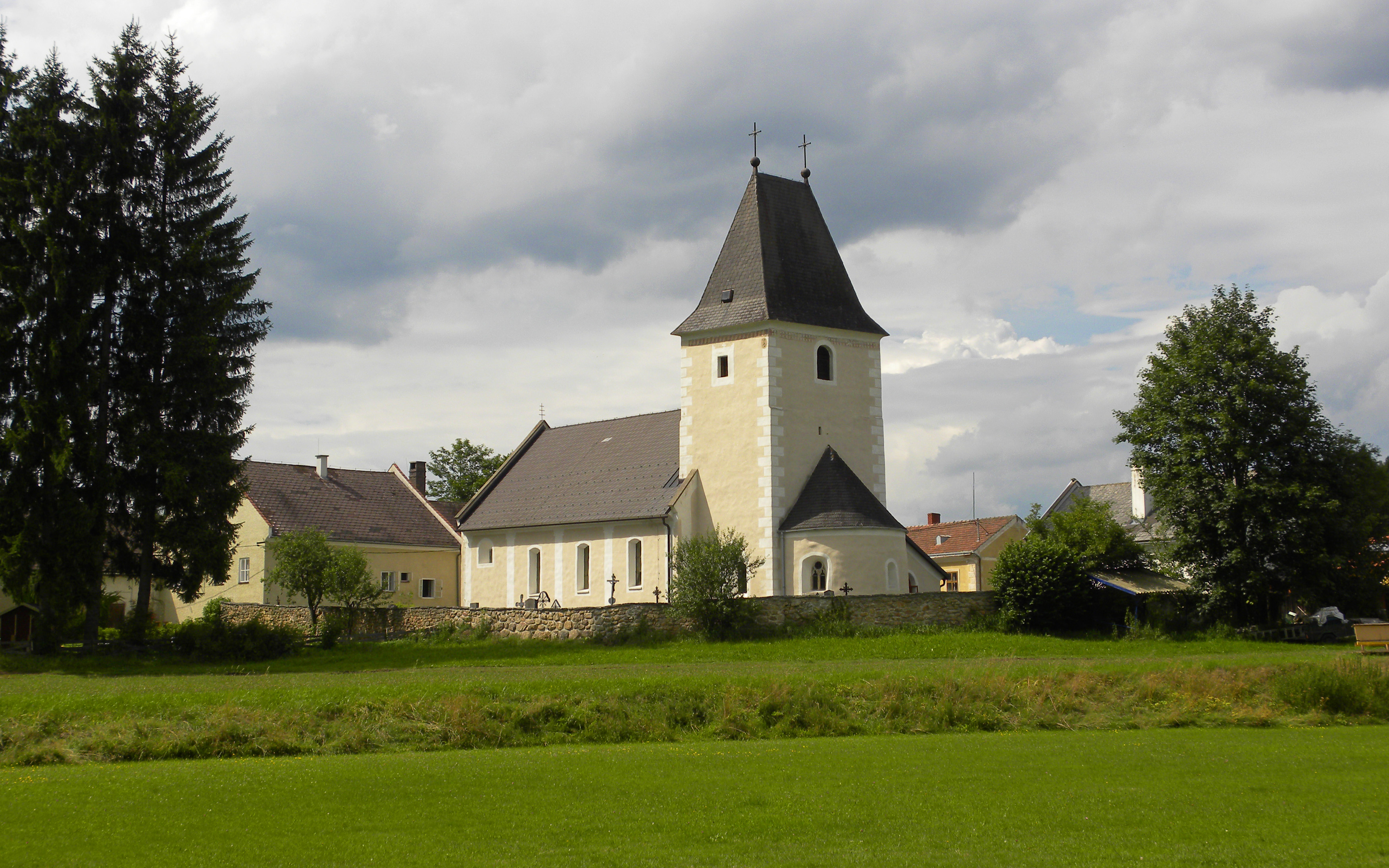
Katholische Pfarrkirche hl. Nikolaus in Oberkirchen

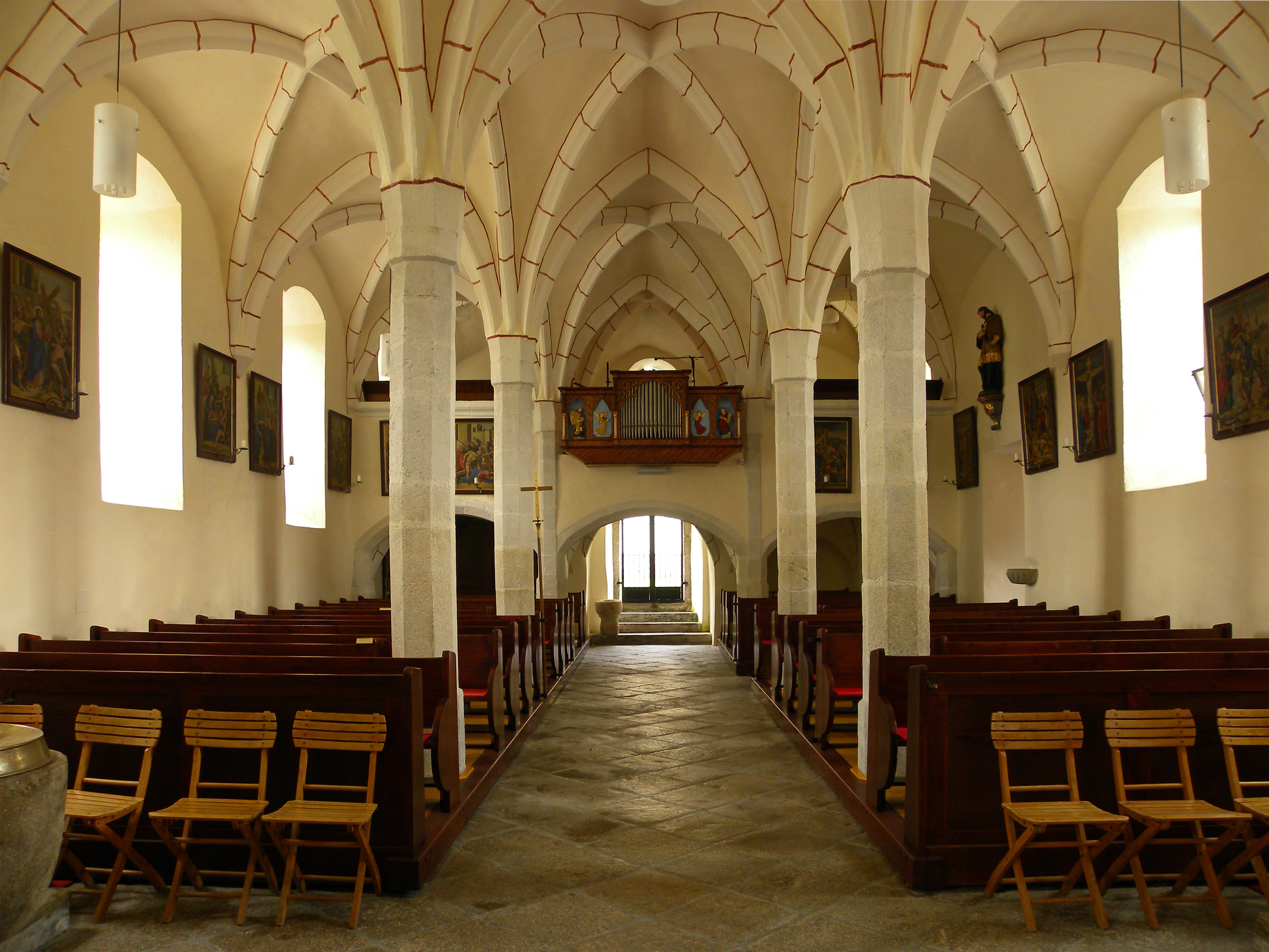
Langhaus, Blick zur Empore

Die römisch-katholische Pfarrkirche Oberkirchen steht in erhöhter Lage in der Ortschaft Oberkirchen der Stadtgemeinde Groß Gerungs im Bezirk Zwettl in Niederösterreich. Die dem Patrozinium des Heiligen Nikolaus von Myra unterstellte Pfarrkirche gehört zum Dekanat Zwettl in der Diözese St. Pölten. Die Kirche steht unter Denkmalschutz (Listeneintrag).

## Geschichte
Die romanische Chorturmkirche aus dem 12./13. Jahrhundert wurde in der ersten Hälfte des 15. Jahrhunderts zur gotischen Hallenkirche ausgebaut.

## Architektur
Das Kirchenäußere zeigt ein romanisches Langhaus mit einer glatten Front, 1829 wurden die romanischen Fenster zu Flachbogenfenstern erweitert. Der massive romanische querrechteckige Turm mit einer Ortsteinputzgliederung trägt ein Walmdach, eine romanische Reliefmaske ist eingemauert. Die östliche Halbkreisapsis hat zwei schmale romanische Fenster und ein zweibahniges gotisches Maßwerkfenster. Der nördliche eingeschoßige Sakristeianbau hat neugotische Fenster.
Das Kircheninnere zeigt einen dreischiffigen vierjochigen Hallenraum mit einem spätgotischen Kreuzrippengewölbe aus achtseitigen Pfeilern. Die Orgelempore mit drei flachbogigen Öffnungen ist spätgotisch kreuzrippenunterwölbt. Die Turmhalle als Chorvorjoch mit eine Quertonne ist mit einem breiten Spitzbogen ausgeschieden. In der Apsis gibt es einen Stützpfeiler aus dem 19. Jahrhundert und eine frühgotische Sakramentsnische mit einer spitzbogigen Stabrahmung, ein frühgotisches spitzbogiges Portal führt zur spitztonnengewölbten Sakristei. 

## Einrichtung
Der Hochaltar hat eine romanische Steinmensa und trägt die Figuren der Heiligen Peter und Paul aus dem Anfang des 19. Jahrhunderts. Der linke Seitenaltar hat eine romanische Steinmensa und zeigt darüber das ehemalige Hochaltarbild hl. Nikolaus aus dem Anfang des 19. Jahrhunderts. Der rechte Seitenaltar hat eine romanische Steinmensa und trägt darüber die barocke Figur Maria mit Kind auf der Mondsichel aus der ersten Hälfte des 18. Jahrhunderts.
Die Orgel baute Franz Capek 1929. Eine Glocke nennt 1446. Eine Glocke ist aus der zweiten Hälfte des 15. Jahrhunderts.